# Ruds Vedby Sogn
Ruds Vedby Sogn 
ist eine Kirchspielsgemeinde (dän.: Sogn)
auf der Insel Sjælland im südlichen Dänemark.
Bis 1970 gehörte sie zur Harde Løve Herred im damaligen Holbæk Amt, danach zur Dianalund Kommune im Vestsjællands Amt, die im Zuge der  Kommunalreform zum 1. Januar 2007 in der Sorø Kommune in der Region Sjælland aufgegangen ist.
Im Kirchspiel leben 2070 Einwohner, davon 1735 im Kirchdorf (Stand: 1. Januar 2023).

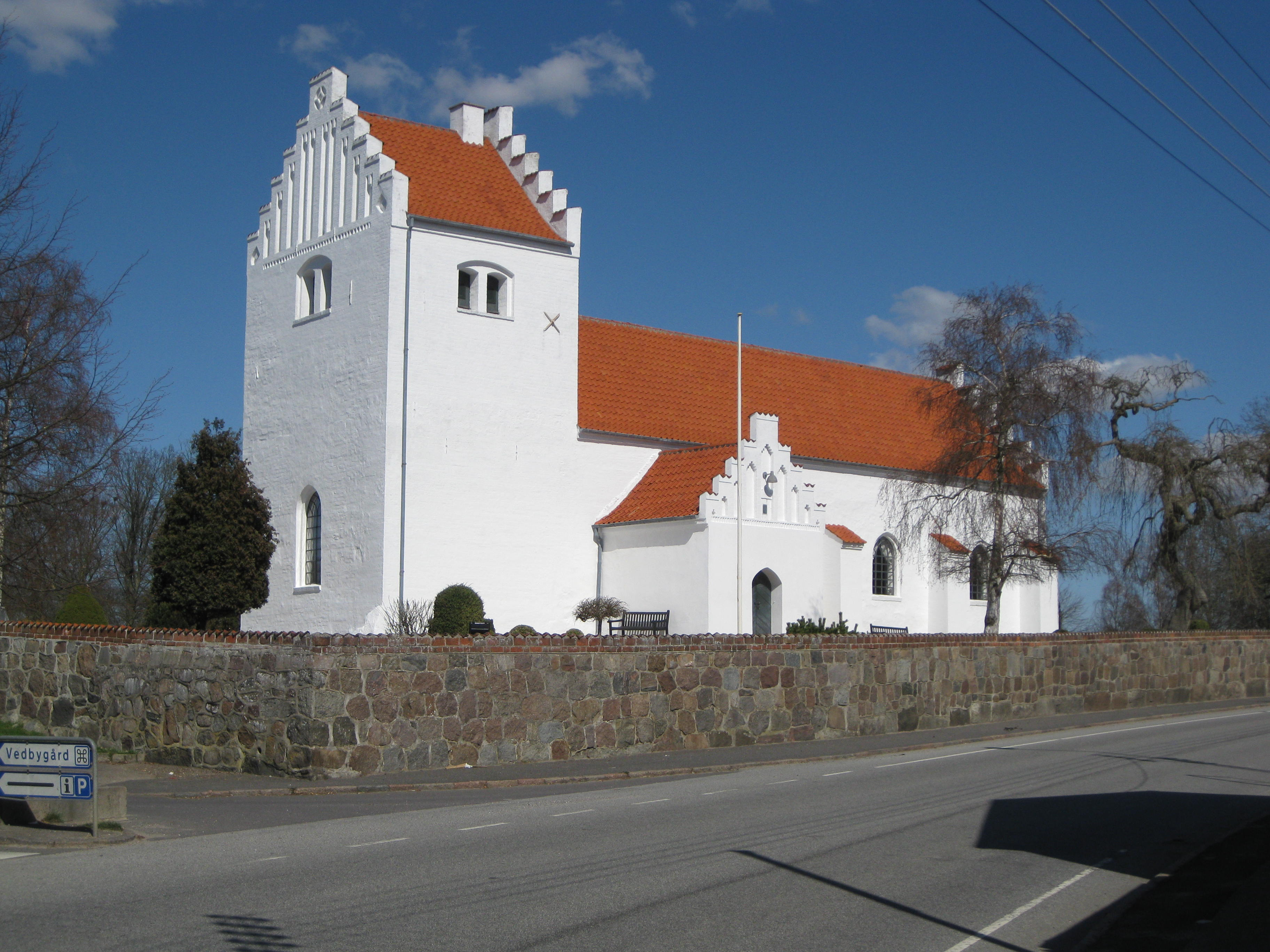
Ruds Vedby Kirke

Im Kirchspiel liegt die Kirche „Ruds Vedby Kirke“.
Nachbargemeinde ist im Osten Skellebjerg Sogn, ferner in der benachbarten Kalundborg Kommune im Süden Ørslev Sogn, im Südwesten Finderup Sogn, im Nordwesten Sæby Sogn und im Norden Reerslev Sogn.